# جول بوكاندي
جول فرانسوا بوكاندي (25 نوفمبر 1958 - 7 مايو 2012) ، كان محترفا سنغاليا لاعب كرة قدم لعب كمهاجم. يعتبر بوكاندي أحد أفضل لاعبي كرة القدم في غرب إفريقيا على الإطلاق وقد تم تسميته أسطورة كرة القدم الأفريقية من قبل الكاف في عام 2009.

## المسيرة المهنية

### النادي
كان بوكاندي من أوائل لاعبي كرة القدم السنغاليين في فرنسا وكان هداف الدوري الفرنسي الدرجة الأولى في موسم 1985–86 برصيد 23 هدفا.

### دولياً
شارك جول بوكاندي مع منتخب السنغال في ثلاث نسخ من كأس الأمم الإفريقية في أعوام 1986 و 1990 و 1992.

## الحياة الشخصية
كان والد لاعب ميتز المحترف السابق دانيال بوكاندي. توفي في متز عن عمر يناهز 53 عاما أثناء عملية جراحية.

## روابط خارجية
- جول بوكاندي على فرق كرة القدم الوطنية.كوم
- Profile - FC Metz
- Profile
- كاسا سبورت

اتصنيف:لاعبو الدوري الفرنسي